# طاووس (صورت فلکی)
طاووس (به انگلیسی: Pavo) یکی از صور فلکی بسیار جنوبی است این صورت فلکی یکی از ۱۲ صورت فلکی است که توسط پیتر درکسزون کیسر (به انگلیسی: Pieter Dirkszoon Keyser) و فردریک د هاتمن (به انگلیسی: Frederick de Houtman) در بین سالهای ۱۵۹۵ تا ۱۵۹۷ به وجود آمد و اولین بار توسط ژوهان بایر (به انگلیسی: Johann Bayer) و در سال ۱۶۰۳ نقشه‌برداری شد.
در استرالیا به صورت فلکی طاووس "the Saucepan"(به معنی روغن دان یا ماهی تابه) می‌گفتند.
معروفترین ستاره طاووس دلتا طاووس است که ستاره‌ای‌است نزدیک به زمین و شبیه خورشید ولی کهن‌سال‌تر. ستارهٔ معروف دیگر ستاره پی ۲ طاووس(φ2 طاووس) می‌باشد که هم شباهت زیادی به خورشید دارد و هم [به قولی که صحتش تسجیل نشده است] دارای یک منظومه ستاره‌ای مخصوص به خود است.